# فيل جاكسون (ملاكم)
فيل جاكسون (بالإنجليزية: Phil Jackson)‏ مواليد 11 مايو 1964، هو ملاكم أمريكي سابق صنّف ضمن فئة الوزن الثقيل.

## المسيرة الاحترافية
من نزالاته:
- خسر أمام فلاديمير كليتشكو بالضربة القاضية (1999/11/12).
- انتصر على أليكس ستيوارت (1998/07/24).
- خسر أمام براين نيلسن بالضربة الفنية القاضية (1996/03/29).

## إحصائيات
خاض خلال مسيرته 58 نزالا، فاز في 44 ولم يتعادل وخسر في 13. فاز بالضربة القاضية في 38 نزالا.

## روابط خارجية
- فيل جاكسون على موقع بوكس ريك (الإنجليزية) (registration required)